# Live... Greetings from the Flow State
Live...Greetings from the Flow State è un album live dei Dishwalla.

## Tracce

### Versione CD
1. Stay Awake - 5:12
2. Madlife - 5:57
3. Once in A While - 5:07
4. Home - 6:09
5. Moisture - 9:00
6. Angels or Devils - 4:35
7. Counting Blue Cars - 8:34
8. Somewhere in the Middle - 3:50
9. Every Little Thing - 5:07
10. Give - 8:59
11. Haze - 4:17
12. So Much Time - 5:51

### Versione DVD
1. Opaline (DVD)
2. Stay Awake
3. Mad Life
4. Once in a While
5. Home
6. Moisture
7. Counting Blue Cars
8. Somewhere in the Middle
9. Give
10. So Much Time

### Versione CD + DVD

#### CD 1
1. Stay Awake - 5:13
2. Once in A While - 5:06
3. Home - 6:10
4. Moisture - 7:34
5. Angels or Devils - 4:35
6. Counting Blue Cars - 8:37
7. Somewhere in the Middle - 3:47
8. Every Little Thing - 5:07
9. Give - 8:45
10. Haze - 4:17
11. So Much Time - 5:41

#### CD 2
1. Stay Awake (suono stereo e surround 5.1)
2. Once in a While (suono stereo e surround 5.1)
3. Home (suono stereo e surround 5.1)
4. Moisture (suono stereo e surround 5.1)
5. Angels or Devils (suono stereo e surround 5.1)
6. Counting Blue Cars (suono stereo e surround 5.1)
7. Somewhere in the Middle (suono stereo e surround 5.1)
8. Every Little Thing (suono stereo e surround 5.1)
9. Give (suono stereo e surround 5.1)
10. Haze (suono stereo e surround 5.1)
11. So Much Time (suono stereo e surround 5.1)
12. Bonus Material (DVD)

## Formazione
- J.R. Richards - voce, chitarra, tastiere
- Rodney Browning Cravens - chitarra, voce
- Scot Alexander - basso, voce
- Pete Maloney - percussioni, batteria, voce
- Jim Woods - tastiere, voce

## Crediti
- Phil Nicolo - missaggio
- Jim Wood - direzione artistica
- Dishwalla - produttore esecutivo, fotografie
- Kevin Daly - booking
- Dirk Grobelny - assistente
- Mark Mazzetti - A&R
- J.R. Richards - compilation
- Mike Malak - assistente
- Dennis Mays - ingegnere del suono
- Leo Rossi - produttore esecutivo, direzione artistica, fotografie
- Adrian Van Velsen - mastering
- Staci Robley - management
- Jay Cooper - legal Advisor
- Angel Edwards - coordinatore